# Rebslageren
|  | Denne artikel er oprettet af botten PalnaBot ud fra en ekstern database. Den kan derfor have sproglige fejl eller mangler. Denne skabelon kan fjernes efter kontrol af indholdet. |

Rebslageren er en film instrueret af C.H. Helm.

## Handling
Rebslagerhjulets indretning og virkemåde. Garn tvindes af hamp. Af garnene dannes dugter. Dugterne stryges. En line dannes af tre dugter. Linen stryges. Den færdige line. Forfærdigelse af en grime: Rendegarn lægges, islæt, indsætning af næsestykke, de færdige grimer. Industriel fremstilling af tovværk.